# 宮内郵便局
宮内郵便局（みやうちゆうびんきょく）
- 山形県南陽市にある郵便局。本記事にて記述する。
- 広島県廿日市市にある郵便局。局番号は51195。

宮内郵便局（みやうちゆうびんきょく）は山形県南陽市にある郵便局。民営化前の分類では集配特定郵便局であった。

## 概要
住所：〒992-0499 山形県南陽市宮内3513-6

## 沿革
- 1872年9月3日（明治5年8月1日） - 宮内郵便取扱所として開設[1]。
- 1875年（明治8年）1月1日 - 宮内郵便局（五等）となる。同年、為替取扱を開始。
- 1882年（明治15年） - 貯金取扱を開始。
- 1890年（明治23年）9月1日 - 宮内郵便電信局となる。
- 1903年（明治36年）4月1日 - 通信官署官制の施行に伴い宮内郵便局となる。
- 1958年（昭和33年）7月1日 - 羽前金山簡易郵便局の廃止に伴い、取扱事務を承継[2]。
- 1962年（昭和37年）6月1日] - 国際電報受付・配達および国内欧文電報受付・配達の各業務を、山形電報局に移管。
- 1964年（昭和39年）1月23日 - 電話交換および和文電報配達業務を、宮内電報電話局に移管。
- 2007年（平成19年）3月5日 - 荻郵便局から集配業務を移管[3]。
- 2007年（平成19年）10月1日 - 民営化に伴い、併設された郵便事業山形南支店宮内集配センターに一部業務を移管。
- 2012年（平成24年）10月1日 - 日本郵便株式会社発足に伴い、郵便事業山形南支店宮内集配センターを宮内郵便局に統合。

## 取扱内容
- 郵便、印紙、ゆうパック、内容証明
- 貯金、為替、振替、振込、国債
- 生命保険、バイク自賠責保険
- ゆうちょ銀行ATM
- 南陽市内の一部地域（〒992-04xx、992-05xx）の集配業務

## 周辺
- 南陽市立宮内中学校
- 山形県道5号山形南陽線

## アクセス
- 山形鉄道フラワー長井線 宮内駅より北東へ約900m（徒歩約10分）
- 南陽市市内循環バス 宮内局前停留所下車
- 山形県道3号米沢南陽白鷹線沿い
- 駐車場あり：13台